# Бела хумка
Велики курган у ораницама између Новог Села и Велебита, на топографским картама обележен са именом "Бела хумка" и котом од 93,8 m налази се у близини акумулационог језера "Велебит", и види се из велике даљине. Површина хумке се интензивно преорава, што је постепено еродира и наружава њен изглед.

## Опис
Хумка је веома велика, па се може претпоставити да је гробница ратника великаша.
Назив "бела" долази из назива који је хумка добила по овдашњем салашу Фехерових, који више не постоји (фехер на мађарском значи белу боју).
Сама хумка није археолошки истраживана, али су у оближњем Велебиту пронађене некрополе из неолита и енеолита, а археолошке налазе чува музеј у Сенти.